# Reinhard Dullien
Reinhard Dullien (* 14. Februar 1902 im ostpreußischen Heydekrug, heute Litauen; † 5. August 1982 in Wiesbaden) war ein deutscher Jurist und Präsident des Bundeskriminalamtes.

## Leben
Reinhard Dullien war Sohn eines Amtsgerichtsrats. Herbert Dullien, Volkswirt, nationalsozialistische Funktionär und Industrieller (1903–nach 1973) war sein jüngerer Bruder.
1933 trat er der SS und zum 1. Mai desselben Jahres der NSDAP bei (Mitgliedsnummer 1.853.922). Nach Abschluss seines Jura-Studiums trat er in die Verwaltung Ostpreußens ein und brachte es bis zum Regierungsdirektor. 1941 war er Hauptabteilungsleiter der Abteilung Wirtschaft beim Generalkommissariat Wolhynien-Podolien in der von deutschen Truppen besetzten Ukraine. Die Abteilung Wirtschaft war verantwortlich für die wirtschaftliche Ausplünderung des besetzten Gebiets. Nach eigenen Angaben verbrachte er dort nur kurze Zeit in dieser Funktion.
Ab 1949 war er zunächst im Bundesministerium des Innern für Wohnraumbetreuung zuständig, später als Ministerialrat für Verwaltungsrecht und Verwaltungsorganisation.
Im September 1955 wurde er als Nachfolger von Hanns Jess der dritte Präsident des Bundeskriminalamtes (BKA). Er galt als hervorragender Organisator, hatte aber keinerlei Erfahrung in der Polizeiarbeit, weshalb seine Nominierung vor allem von Paul Dickopf, der sich als „Vater des Bundeskriminalamtes“ verstand, heftig kritisiert wurde.
Zum 1. Januar 1965 änderte der damalige Innenminister Hermann Höcherl durch eine Rechtsverordnung den beamtenrechtlichen Status des BKA-Präsidenten in denjenigen eines Polizeivollzugsbeamten. Die damit verbundene besondere Altersgrenze von 60 Jahren hatte Dullien überschritten, weshalb er Ende 1964 in den Ruhestand versetzt wurde. Sein Nachfolger wurde Dickopf, der mit Unterstützung Höcherls die Aktion gegen die Wochenzeitschrift Der Spiegel zunächst geheim gehalten und Dullien als Präsident des BKA verspätet informiert hatte. Dullien klagte gegen seine Entlassung und erstritt Schadenersatz.
Reinhard Dullien verstarb am 5. August 1982.